# Îlet Macou
Îlet Macou är en ö i Guadeloupe (Frankrike). Den ligger i den centrala delen av Guadeloupe, 40 km nordost om huvudstaden Basse-Terre. Arean är 0,16 kvadratkilometer.
Terrängen på Îlet Macou är mycket platt. Öns högsta punkt är 7 meter över havet. Den sträcker sig 0,4 kilometer i nord-sydlig riktning, och 0,7 kilometer i öst-västlig riktning.  Omgivningarna runt Îlet Macou är en mosaik av jordbruksmark och naturlig växtlighet.